# Mimectatina murakamii
Mimectatina murakamii là một loài bọ cánh cứng trong họ Cerambycidae.